# Усатые собачьи акулы
Усатые собачьи акулы (лат. Leptochariidae) — семейство акул, включающее в себя одноимённый единственный род Leptocharias с единственным же видом Leptocharias smithii. Это донная рыба, обитающая у западного побережья Африки от Мавритании до Анголы. Живёт на глубинах от 10 до 75 метров. Предпочитает места с мутной водой, особенно вокруг устьев рек. Отличается очень стройным телом, усами на рыле, длинными складками в углах пасти. Проявляет половой диморфизм, заключающийся в различном строении зубов. Максимальная известная длина усатой собачьей акулы — 82 см.
Вероятно, эта акула — быстрый пловец и охотник, не специализирующийся на какой-то определённой добыче. Известно, что в её рацион входят костистые рыбы, беспозвоночные, рыбья икра. Усатые собачьи акулы являются живородящими, в помёте бывает до 7 акулят. Развивающийся эмбрион питается от организма матери с помощью аналогичного плаценте шаровидного органа. МСОП указывает, что этот вид находится в близком к опасному состоянии, так как усатых собачьих акул активно вылавливают на всём протяжении ареала, употребляя их в пищу и как источник кожи.

## Классификация и эволюция
Род Leptocharias был впервые описан южноафриканским врачом и зоологом Эндрю Смитом в 1838 году. Первоначально усатая собачья акула была известна под научным названием Triaenodon smithii, но впоследствии было принято родовое название Leptocharias, а сам род был помещён в классификации между семействами серых акул и куньих акул, позднее же был выделен в отдельное семейство. Вид был описан по взрослому экземпляру, пойманному у побережья провинции Кабинда, Ангола.
Усатая собачья акула обладает многими уникальными чертами, что никак не проливает свет на родственные отношения и эволюционную историю этого вида. Проведённое Компаньо в 1988 году исследование строения этой акулы не позволяет делать какие-либо выводы о характере её родства с другими семействами отряда кархаринообразных. Молекулярно-филогенетическое исследование этого вида, проведённое Лопесом и группой учёных в 2006 году, показало, что, хотя усатая собачья акула и родственна большеглазым, молотоголовым, куньим и серым акулам, положение этого вида в указанной группе остаётся неясным. Окаменевшие зубы вымершего родственного усатой собачьей акуле вида, L. cretaceus, были обнаружены в верхнемеловых (сантонский и кампанский века, 86—72 млн лет назад) отложениях Великобритании.

## Ареал и среда обитания
Усатая собачья акула встречается вдоль западного побережья Африки от Мавритании до северной Анголы, хотя не исключено, что в реальности её ареал простирается на север до Средиземного моря. Этот вид населяет прибрежные воды на глубинах 10—75 метров, с температурами 20—27 °C, солёностью 30—35 промилле и уровнем растворённого кислорода в пределах 3—4 частей на миллион. Часто встречается невысоко над дном. Предпочитает участки илистого дна, в частности вокруг речных устьев.

## Образ жизни и экология вида
Усатая собачья акула, по всей видимости, — активный пловец. Об этом говорит её развитая мускулатура, длинный хвост, короткое туловище и небольшая печень. Эта акула питается различными донными и прибрежными организмами. Особенно любит охотиться на ракообразных, (в том числе крабов, омаров и креветок), но также поедает мелких костистых рыб (в том числе сардин, анчоусов, шилохвостых угрей, морских собачек, бычков и камбалообразных), а также ромбовых скатов и икру летучих рыб. Кроме этого, ест также осьминогов и губки. Может заглатывать и несъедобные объекты: перья, кожуру овощей, цветы. Страдает от паразитических веслоногих рачков Eudactylina leptochariae и Thamnocephalus cerebrinoxius.
У самцов увеличены передние зубы — возможно, ими самец держится за самку при совокуплении. Усатые собачьи акулы живородящи. Эмбрион, исчерпав запасы питательных веществ в своём яйце, начинает питаться от организма матери при помощи плаценты, образующейся из опустошённого желточного мешка. В отличие от аналогичных органов других акул, эта плацента у усатой собачьей акулы имеет шаровидную форму. У побережья Сенегала самки рожают в основном в октябре. В помёте до 7 акулят, беременность длится как минимум 4 месяца. Новорождённые достигают в длину около 20 см. Самцы достигают половой зрелости при длине 55—60 см, самки — при длине 52—58 см.

## Взаимодействие с человеком
Будучи совершено безвредными для человека, усатые собачьи акулы встречаются достаточно часто, и поэтому добываются человеком. Эти акулы страдают от прилова при использовании крючковых рыболовецких орудий, донных неводов и донных тралов. Мясо пойманных акул продаётся сырым, копчёным, солёным или вяленым, а кожа используется для изготовления кожаных изделий. МСОП оценивает охранный статус этого вида как «близкий к состоянию угрозы», указывая на значительный вылов усатой собачьей акулы на всём протяжении её ареала. Однако в настоящее время данные об объёмах вылова этой акулы отсутствуют.